# 조디 톰슨
조디 톰프슨(Jody Thompson, 1976년 8월 13일 ~ )은 캐나다의 배우, 영상 편집자, 프로덕션 디자이너, 영화 감독, 각본가, 텔레비전 진행자, 영화 제작자이다.
밴쿠버에서 태어났다.

## 출연 작품

### 영화
- Don't Look Behind You (1999)
- 터뷸런스 2 (1999, Turbulence 2: Fear of Flying)
- 상하이 눈 (2000)
- 미션 투 마스 (2000)
- 헬레이저 6 (2002)
- 헤드 오버 힐스 (2001)
- 퍼펙트 머더 2 (2002, Deadly Little Secrets)
- Ace of Hearts (2008)
- 2012 (2009)

### 텔레비전
- Terminal City (2005)
- The 4400 (2005-07) - 더본 역
- 수퍼내추럴 (2006)
- 생츄어리 (2011)
- 프린지 (2011)